# کره تایمز
کره تایمز (انگلیسی: The Korea Times; کره‌ای: 코리아타임스; لاتین‌نویسی اصلاح‌شده: Koria Taimseu) قدیمی‌ترین روزنامه بین سه روزنامهٔ انگلیسی-زبان روزانه در کره جنوبی است. کره تایمز، روزنامهٔ خواهر هانکوک ایلبو، یک روزنامهٔ کره‌ای زبان مهم است و مالک هردوی آنها دونگ‌هوا اینترپرایز، یک کارخانهٔ تولید کنندهٔ چوب است. از اواخر دههٔ ۱۹۵۰، کره تایمز توسط هانکوک ایلبو مدیا گروپ منتشر می‌شد اما پس از یک رسوایی اختلاس در سالهای ۲۰۱۳–۲۰۱۴ به دونگ‌هوا گروپ فروخته شد که همچنین این گروه، هانکوک ایلبو را نیز خریداری کرد.
این روزنامه نباید با روزنامهٔ کره‌ای زبان با همین نام مستقر در لس آنجلس، ایالات متحده آمریکا که نیاز جامعهٔ کره-آمریکایی را برآورده می‌کند، اشتباه شود. هر دوی این روزنامه‌ها کره تایمز نام دارند.
کیم ده-جونگ، رئیس‌جمهور سابق کره جنوبی، با خواندن روزنامهٔ کره تایمز زبان انگلیسی را یادگرفت.
رئیس انتشارات کره تایمز، اوه یونگ-جین است.

## جوایز ترجمهٔ ادبیات معاصر کره‌ای
کره تایمز، جوایز ترجمهٔ ادبیات معاصر کره‌ای را در بیستمین سالگرد تأسیس خود در سال ۱۹۷۰، به خاطر ایجاد زمینه‌ای برای گسترش ادبیات کره‌ای در سطح بین‌الملل و در نهایت به دست آوردن جایزهٔ نوبل ادبیات برای کره، بنیانگذاری کرد.

## سایر انتشارات
کره تایمز در سال ۱۹۸۸، روزنامهٔ The Seoul Olympian، یک روزنامهٔ رسمی برای بازی‌های المپیک تابستانی ۱۹۸۸ را منتشر کرد.